# Kaisu Leppänen
Katri Sisko „Kaisu” Leppänen (ur. 13 października 1904 w Turku, zm. 4 marca 1993 w Helsinkach) – fińska aktorka.

## Życiorys
Przez ponad 40 lat pracowała w Fińskim Teatrze Narodowym. Na przestrzeni lat 1925–1988 wystąpiła w około 50 produkcjach filmowych i telewizyjnych. Jej mężem był aktor Ilmari Unho (w latach 1927–1930), a następnie od 1937 do 1943 roku aktor Tauno Majuri.

## Wybrana filmografia
- Korkein voitto (1929)
- Ihmiset suviyössä (1948)
- Tyttö kuunsillalta (1953)
- Pastori Jussilainen (1955)
- Täällä Pohjantähden alla (1968)
- Pohjantähti (1973)
- Petos (1988)